# Шевардені-1906
«Шевардені-1906» — професіональний грузинський футбольний клуб з Тбілісі.

## Хронологія назв
- 1906-1989 — «Шевардені»
- 1990-1996 — «Шевардені-1906»
- 1996-2000 — ТДУ
- 2000-2001 — ТДУ «Армазі»
- 2001-2002 — ТДУ
- З 2002 — «Шевардені-1906»

## Історія
Громадський діяч і педагог Ярослав Сватош запросив до Грузії тренерів з гімнастики з празького спортивного товариства «Сокіл», які організували в Тифлісі спортивну секцію під тією ж назвою (надалі - «Шевардені»). На чолі його стояв Антонін Лукеш.
Гімнастичне товариство в Тбілісі об'єдналося 9 грудня 1898 року й у вересні 1907 року першим в усій Російській імперії отримало право називати своє товариство «сокольским». 
Під керівництвом А. Лукеша, І. Новака та Г. Егнаташвілі, інтернаціональна група тіфліських гімнастів посіла спочатку друге, а потім і перше місце на всесвітніх зльотах гімнастів у Празі. Ці турніри прирівнювалися до чемпіонатів світу з гімнастики. За високі досягнення спортсменів з Грузії називали «соколами з берегів Кури».
Перша згадка про грузинський футбол датується 1911 роком. Тоді вперше відбувся матч за участю команди «Сокіл» і збірної гравців різних гуртків — 1:0 (23.10.1911, Тифліс)
Футбольний клуб був заснований у 1906 році як «Шевардені» (Тифліс). До 1986 року виступав у республіканських змаганнях. У 1987 року дебютував у чемпіонаті СРСР, граючи в 9-й зоні другої ліги.
У 1990 році змінив назву на «Шевардені-1906» і дебютував у першому чемпіонаті незалежної Грузії.
1 червня 1996 року об'єднався з клубом «Університет» (Тбілісі), створеним за рік до цього 1 липня 1995 року. Клуб отримав назву ТДУ й представляв Тбіліський державний університет. 1 липня 1997 року об'єднався з клубом «Армазі» (Мцхета). У сезоні 2000/01 років ТДУ «Армазі» (Тбілісі) зайняв 9 місце і вилетів у першу лігу. З наступного сезону розпочав виступати під старою назвою ТДУ (Тбілісі). У 2015 році «Шевардені-1906» був відроджений і на даний час грає в третьому дивізіоні грузинської першості.

## Досягнення
- Ліга Еровнулі
  -  Срібний призер (1): 1992/93

- Чемпіонат Грузинської РСР
  -  Срібний призер (1): 1986

- Кубок Грузинської РСР
  -  Володар (1): 1988

## Відомі гравці
- Темурі Маргошія